# Elodina dispar
Elodina dispar är en fjärilsart som beskrevs av Johannes Karl Max Röber 1887. Elodina dispar ingår i släktet Elodina och familjen vitfjärilar. Inga underarter finns listade i Catalogue of Life.